# Песьянка (Тюменская область)
Песьянка — деревня в Тюменском районе Тюменской области России. Входит в состав Богандинского муниципального образования.

## География
Деревня находится на юго-западе Тюменской области, в пределах юго-западной части Западно-Сибирской низменности, в подтаёжной зоне, на правом берегу реки Карги, на расстоянии примерно 29 километров (по прямой) к юго-востоку от города Тюмени, административного центра области и района. Абсолютная высота — 67 метров над уровнем моря.

### Климат
Климат резко континентальный, с холодной продолжительной зимой и тёплым относительно коротким летом. Среднегодовая температура — 0,7 °C. Средняя температура воздуха самого холодного месяца (января) — −17,2 °C (абсолютный минимум — −46 °C); самого тёплого месяца (июля) — 17,8 °C (абсолютный максимум — 39 °С). Безморозный период длится 121 день. Среднегодовое количество атмосферных осадков составляет 470 мм, из которых 365 мм выпадает в тёплый период. Продолжительность залегания снежного покрова составляет в среднем 151 день.

## История
Основана в 1926 году. По данным на 1926 год выселок Песьянка состоял из 35 хозяйств. В административном отношении входила в состав Княжевского сельсовета Тюменского района Тюменского округа Уральской области.

## Население
| 1989 | 2002 | 2010 |
| ---- | ---- | ---- |
| 180  | ↘11  | ↗16  |

### Половой состав
По данным Всероссийской переписи населения 2010 года в половой структуре населения мужчины составляли 50 %, женщины — соответственно также 50 %.

### Национальный состав
Согласно результатам переписи 2002 года, в национальной структуре населения русские составляли 91 % из 11 чел.